# Čirč
Čirč – wieś (obec) na Słowacji położona w kraju preszowskim, w powiecie Lubowla.
Pierwsza pisemna wzmianka o tych terenach pochodzi z roku 1248, gdy wymienione są jako królewski rewir łowiecki. Z 1330 roku pochodzi wzmianka o tutejszym proboszczu Henrichu, wspomniany jest także sam kościół. W 1427 roku Čirč był niezbyt dużą, nieopodatkowaną osadą, w której osiedlali się Rusini.
W 2011 roku wieś liczyła 1240 mieszkańców, w tym 46,9% Słowaków, 44,1% Rusinów, 3,5% Romów.
W miejscowości znajduje się nieczynny przystanek kolejowy.